# Gego
Gertrud Louise Goldschmidt (née le 1er août 1912 et morte le 17 septembre 1994), connue sous le nom de Gego, est une artiste vénézuélienne. Elle est connue pour ses sculptures réalisées dans les années 1960 et 1970, qu'elle qualifie de « dessins sans papier. »

## Biographie

### Jeunesse
Gertrud Goldschmidt naît le 1er août 1912 à Hambourg, en Allemagne, dans une famille juive. Elle est la sixième des sept enfants d'Eduard Martin Goldschmidt et d'Elizabeth Hanne Adeline Dehn. Elle est aussi la nièce de l'historien d'art médiéval Adolph Goldschmidt, qui est enseignant à l'université de Berlin.
Après l'arrivée au pouvoir du parti nazi, sa citoyenneté allemande est annulée en 1935. Forcée de quitter l'Allemagne, elle déménage au Venezuela en 1939. Elle obtient la citoyenneté vénézuélienne en 1952.
Dans ses écrits, Reflection on my origins and encounters in life, Gego explique comment sa famille s'est identifiée à la société allemande. Elle décrit en détail son parcours scolaire et son départ forcé d'Allemagne.

### Formation et enseignement
Gego fréquente l'université de Stuttgart en 1932, où elle suit les cours de l'artiste de maçonnerie populaire Paul Bonatz. En 1938, elle obtient un diplôme d'architecture et d'ingénierie.
Après avoir déménagé à Caracas, au Venezuela, elle enseigne à la faculté d'Architecture et d'Urbanisme de l'université centrale du Venezuela entre 1958 et 1967. Entre 1964 et 1977, elle est professeure au Neumann Institute of Design de Caracas. Elle enseigne la forme bidimensionnelle et tridimensionnelle et les solutions spatiales et publie deux articles en 1971 et 1977.

### Carrière artistique

#### Débuts

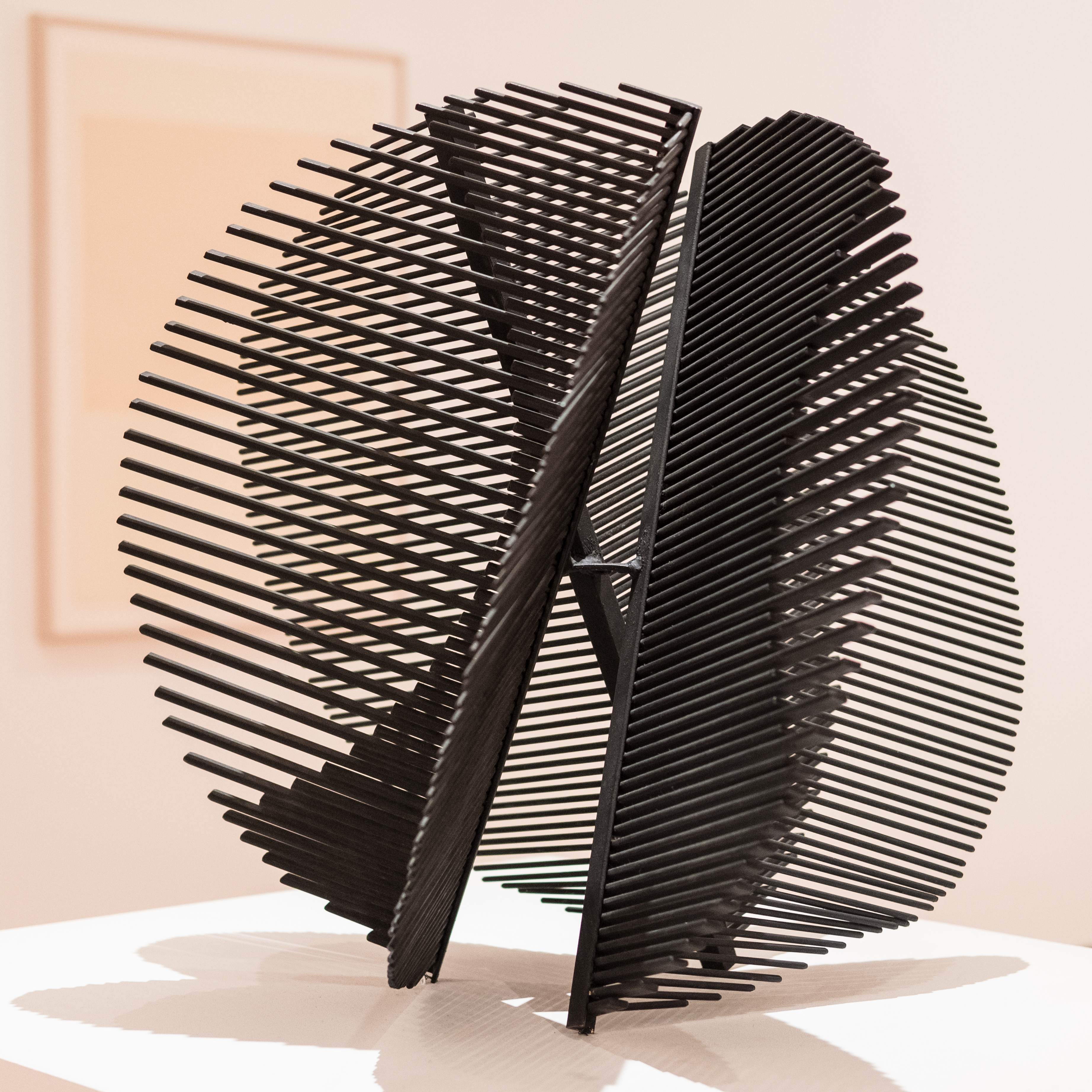
Gego, Sphere, 1959.

Gego commence sa carrière comme architecte. Elle expose ses premières aquarelles, collages et monotypes en 1954 et expérimente la création d'objets tridimensionnels dès 1956. Elle réalise sa première sculpture connue en 1957.

#### Ligne
De l'art cinétique, Gego incorpore les idées de mouvement ainsi que l'importance de l'expérimentation et du spectateur. L'une de ses premières œuvres, Esfera (Sphère, 1959), se compose de laiton soudé et d'acier peint de différentes largeurs qui sont placés à des angles différents les uns par rapport aux autres afin de créer des lignes et des champs qui se chevauchent. Lorsque le public se promène dans la sphère, la relation visuelle entre les lignes change, créant une impression de mouvement. Esfera fait écho au travail de célèbres artistes cinétiques comme Carlos Cruz-Diez et Jesús-Rafael Soto auquel Gego a longtemps été associée. Ce n'est qu'au milieu des années 1960 que Gego s'écarte du concept de base de l'art cinétique en réponse à ses idées en développement sur les lignes. Pour elle, une ligne habite son propre espace et, en tant que telle, elle n'est pas une composante d'une œuvre plus grande, mais plutôt une œuvre en soi. Par conséquent, dans ses œuvres d'art, elle n'a pas utilisé de ligne pour représenter une image : la ligne est l'image.
La force ou le but de la ligne a été renforcée par son utilisation de différents matériaux, tels que l'acier, le fil, le plomb, le nylon et divers métaux. En plus de se rapporter à son intérêt pour l'architecture, ces matériaux contredisaient également le nouveau mouvement moderniste en Amérique latine. Gego utilise non seulement ces matériaux pour créer des lignes dans ses sculptures massives, mais aussi dans sa série intitulée Dibujos Sin Papel (Dessins sans papier). Ces petites œuvres sont créées à partir de morceaux de métal qui ont été pliés et tissés ensemble afin d'évoquer le mouvement, l'expérimentation et la spontanéité.
À Los Angeles à la fin des années 1960, Gego réalise une série de lithographies, pour la plupart Sans titre à l'exception d'un livre de dix pages intitulé Lines en 1966. Ce livre regorge de lithographies réalisées en gris et en rouge. Les variations d'épaisseur, de longueur et de direction des lignes démontrent l'instabilité fondamentale de la ligne. En expérimentant la ligne dans un support différent, Gego souligne que la notion de « ligne » conserve sa force et son indépendance quelle que soit son emplacement ou sa forme spécifique.

#### Espace
La série des « Dessins sans papier » reflète la vision de l'espace de Gego. Ces œuvres sont des structures suspendues faites de matériaux divers, bien que le fil de fer soit privilégié — pour sa fragilité et sa maniabilité. Elle ne les considère pas tant comme des sculptures mais bien comme des dessins : il s'agit de dessiner dans l'espace, en travaillant les vides plutôt que les volumes pleins. L'espace devient un support de création artistique, non plus bidimensionnel comme le papier, mais tridimensionnel. Elle joue avec l'idée des éléments stables et instables de l'art. Les éléments stables de l'art sont la sculpture elle-même, tandis que les éléments instables se composent des ombres en constante évolution et du léger mouvement dans sa conception en raison de la fragilité de ses matériaux.

#### Lithographie
À l'invitation de June Wayne, Gego visite l'atelier de lithographie de Tamarind à Los Angeles (maintenant Tamarind Institute) en 1963 et revient y travailler de novembre à décembre 1966, période pendant laquelle elle crée 31 lithographies, dont deux livres de lithographies.
Gego explique son intérêt à exploiter l'estampe dans des formats non traditionnels dans un discours fait à Tamarind en 1966 : « Je pense que des séries de feuilles au sens cohérent doivent être rassemblées de manière à pouvoir être facilement appréciées afin que je fasse des livres. »
Comme dans ses installations tridimensionnelles, Gego emploie la lithographie comme mode d'expérimentation graphique et linéaire. L'artiste utilise la ligne, et ses variations infinies, pour explorer l'espace négatif, ou ce qu'elle appelle le « rien entre les lignes ». Lors d'une réception en 1966, elle expliqua : « J'ai découvert que parfois l'espace entre les lignes est aussi important que les lignes en elles-mêmes. »

#### Reticulárea

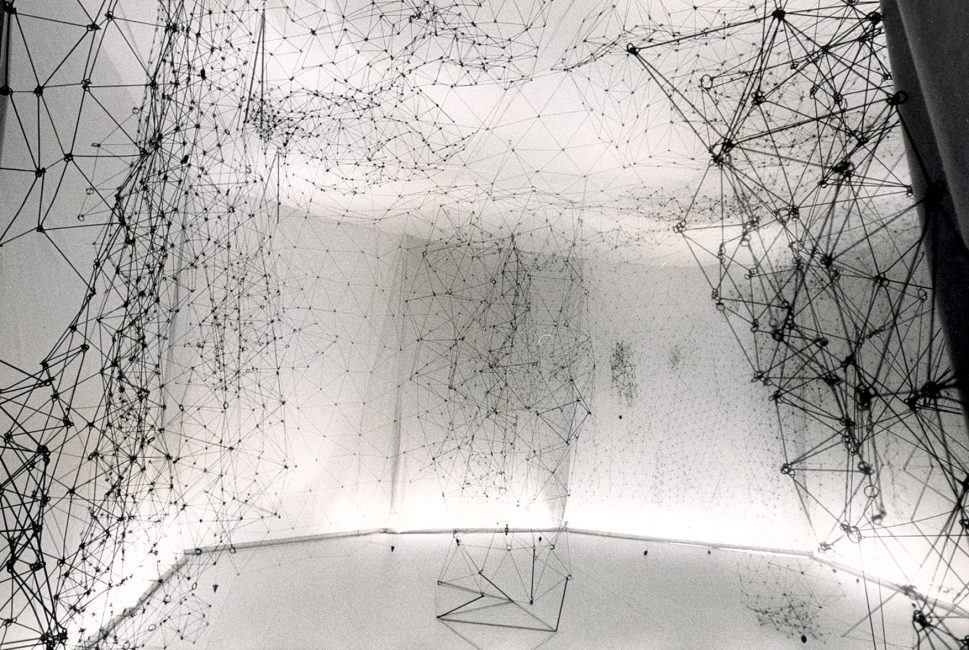
Gego, Reticulárea

Sa série de Reticuláreas est sans aucun doute son groupe d'œuvres le plus connu. Sa première série voit le jour en 1969. Des tiges d'aluminium et d'acier sont assemblées à la main par l'artiste, comme un tissage de métal. Elles sont articulées pour créer une structure complexe et aérienne, comme des filets ou des toiles, qui remplit toute la pièce. Le spectateur est invité à déambuler autour voire à pénétrer dans ces structures. Son utilisation de la répétition et de la superposition de formes, notamment triangulaires, donne la sensation que la pièce est sans fin, proliférant comme un organisme vivant.
Depuis sa mort, la collection permanente de Reticuláreas se trouve dans la Galería de Arte Nacional à Caracas au Venezuela.

### Mort et postérité
Gego meurt le 17 septembre 1994 à Caracas. En 1994, sa famille fonde la Fundación Gego pour préserver son héritage artistique. L'institution organise des expositions continues de ses œuvres et fait connaître la contribution significative de Gego au monde de l'art. La Fundación Gego donne la permission de publier les écrits personnels et les témoignages de Gego en 2005.

### Vie privée
En 1940, Gego rencontre l'urbaniste vénézuélien Ernst Gunz dans le cabinet d'architectes où elle travaille. Ils se marient en octobre 1940 et ouvrent un atelier de meubles appelé « Gunz » où Gego conçoit des lampes et des meubles en bois. Le couple a deux enfants : Tomás (né en 1942) et Barbara (née en 1944) Gego ferme l'entreprise Gunz en 1944 afin de passer plus de temps avec ses enfants. En 1948, elle revient à la conception de maisons privées, de boîtes de nuit et de restaurants.
En 1951, elle se sépare de Gunz et rencontre l'artiste et graphiste Gerd Leufert en 1952.

## Expositions (sélection)

### Expositions personnelles
- 1958 : Gego: Sculptures and Gouaches, Liberia Cruz del Sur, Caracas, 9-24 mai
- 1964 : Lines and interlines: Engravings and Drawings by Gego, Museo de Bellas Artes, Caracas, 2-16 février
- 1967 : Gego: Sculptures. 1957-1967, Biblioteca Luis Angel Arango, Bogota, 8-30 juin
- 1969 : Reticulárea, Museo de Bellas Artes, Caracas, juin-juillet
- 1970 : Gego Drawings, The Graphic Gallery, San Francisco, 1er-17 mai
- 1982 : Aquarelles de Gego, Galería de Arte Nacional, Caracas, 4 juillet-8 août
- 1984 : Gego: Drawings without Paper,, Museo de Bellas Artes, Caracas, juin-août
- 1996 : Gego: Drawings, Engravings, Weavings, Centro Cultural Consolidado, Caracas, septembre-novembre
- 2000-2001 - Gego: 1955-1990, Museo de Bellas Artes, Caracas, octobre-mars
- 2002-2003 : Questioning the Line: Gego, a Selection, 1955-1990, Museum of Fine Arts, Houston[19]
- 2007 : Gego: Between Transparency and the Invisible, The Drawing Center, New York, 21 avril-21 juillet
- 2014 : Gego: Line as Object, Henry Moore Institute, Leeds, 21 juillet-19 octobre[20]
- 2017 : Between the Lines: Gego as Printmaker , musée Amon Carter, Fort Worth, 7 février-6 août[21]

### Expositions collectives (sélection)
- 1954 : XV Salón Oficial Anual de Arte Venezolano, Museo de Bellas Artes, Caracas
- 1959 : Pintura y escultura de profesores de la Faculdad de Arquitectura, Universidad Central de Venezuela, Caracas
- 1963 : Pintura geométrica venezolana 1950–1960, Galería de Arte del INCIBA, Caracas
- 1964 : One Hundred Contemporary Prints – Pratt Graphic Art Center, Jewish Museum, New York
- 1967: Recent Latin American Art, The Museum of Modern Art, New York
- 1976 : Las artes plásticas en Venezuela, Museo de Bellas Artes, Caracas
- 1988-1990 : The Latin Spirit. Art and Artists in the United States 1920–1970, The Bronx Museum of Art, New York
- 1999 : The Experimental Exercise of Freedom. Lygia Clark, Gego, Mathias Goeritz, Hélio Oiticica and Mira Schendel, Musée d'Art contemporain, Los Angeles
- 2000 : Force Fields. Phases of the Kinetic, Hayward Gallery, Londres
- 2000 : Heterotopías. Medio siglo sin lugar 1918–1968, Musée national centre d'art Reina Sofía, Madrid[22]
- 2016 : Revolution in the Making: Abstract Sculpture by Women, 1947-2016, Hauser, Wirth & Schimmel, Los Angeles